# Holluschickie Bay
Die Holluschickie Bay ist eine Bucht an der Westküste der westantarktischen James-Ross-Insel. Sie liegt zwischen dem Matkah Point und dem Kotick Point am Prinz-Gustav-Kanal.
Entdeckt wurde sie vermutlich 1903 bei der Schwedischen Antarktisexpedition (1901–1903) unter der Leitung Otto Nordenskjölds. Der Falkland Islands Dependencies Survey (FIDS) nahm 1945 eine Vermessung vor. Die Benennung erfolgte 1952, nachdem Wissenschaftler des FIDS eine große Zahl junger Robben in der Einfahrt zur Bucht entdeckt hatten. Holluschickie ist die Bezeichnung für junge Robben in Rudyard Kiplings Geschichte Die weiße Robbe in seinem Werk Das Dschungelbuch aus dem Jahr 1894.